# Videografia de Selena Gomez

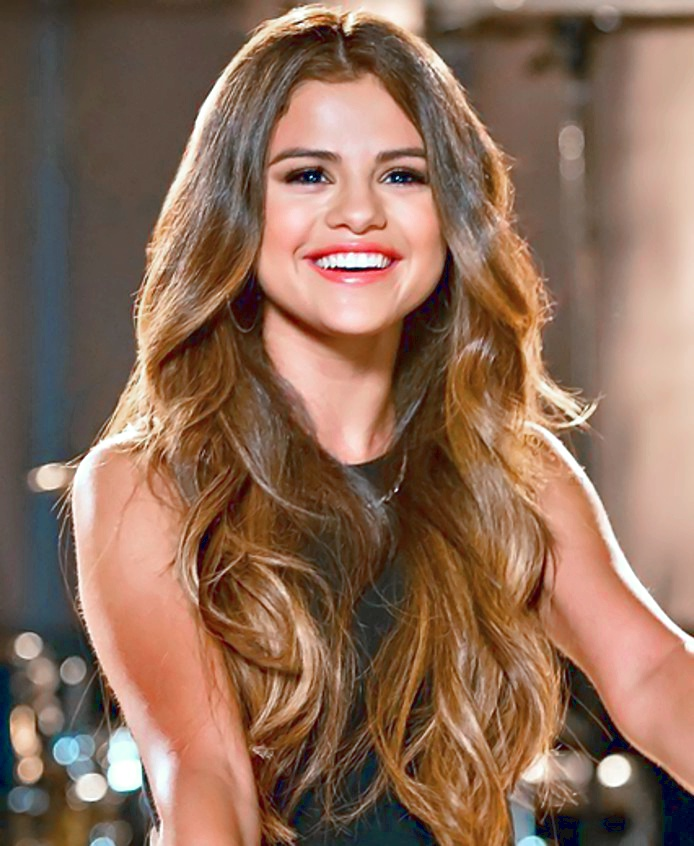
Gomez em 2013

A cantora e atriz americana Selena Gomez apareceu em videoclipes, filmes e programas de televisão. Em seu álbum de estréia com sua ex-banda Selena Gomez & the Scene, Kiss & Tell (2009), ela lançou videoclipes para os singles "Falling Down" e "Naturally". O segundo álbum da banda, A Year Without Rain (2010), lançou o videoclipe de "Round & Round" e do "single de mesmo nome". O terceiro álbum da banda, When the Sun Goes Down (2011), lançou o videoclipe de "Who Says", "Love You Like a Love Song", que foi indicado como Melhor Vídeo Feminino no MTV Video Music Awards de 2012 e "Hit the Lights".
No início de 2012, Gomez anunciou que a banda entraria em hiatus enquanto Gomez se concentraria em sua carreira de atriz. Em 2013, ela confirmou que lançaria seu álbum solo de estréia.
O primeiro álbum solo de Gomez, Stars Dance (2013), lançou o videoclipe de "Come & Get It", que ganhou o prêmio de Melhor Vídeo Pop no MTV Video Music Awards de 2013 e "Slow Down". Depois de passar sete anos na Hollywood Records, Gomez assinou um contrato de gravação com a Interscope Records em 2014. Para encerrar oficialmente seu contrato com a Hollywood Records, Gomez lançou o álbum de compilação For You (2014) e lançou um videoclipe para o single principal "The Heart Wants What It Wants". Gomez lançou seu segundo álbum solo de estúdio, Revival (2015), que produziu videoclipes para as músicas "Good for You", "Same Old Love", "Hands to Myself" e "Kill Em with Kindness". O terceiro álbum solo de Gomez, Rare (2020), produziu videoclipes para as músicas "Lose You to Love Me", "Look at Her Now", "Rare", "Dance Again" e "Boyfriend".
Gomez fez sua estréia na televisão na série infantil de televisão Barney e seus Amigos (2002-2004). De 2007 a 2012, Gomez estrelou na série de televisão Os Feiticeiros de Waverly Place do Disney Channel como Alex Russo. Os créditos de atuação de Gomez incluem papéis principais nos filmes Outro Conto da Nova Cinderela (2008), Programa de Proteção para Princesas (2009), Os Feiticeiros de Waverly Place: O Filme  (2009), Ramona e Beezus (2010), Monte Carlo (2011), Spring Breakers (2012), Resgate em Alta Velocidade (2013), Amizades Improváveis (2016) e Os Mortos Não Morrem (2019). Ela também dubla o personagem de Mavis na franquia de filmes Hotel Transylvania e atuou como produtora executiva nas séries de televisão Netflix, 13 Reasons Why (2017-2020) e Living Undocumented (2019).

## Videoclipes

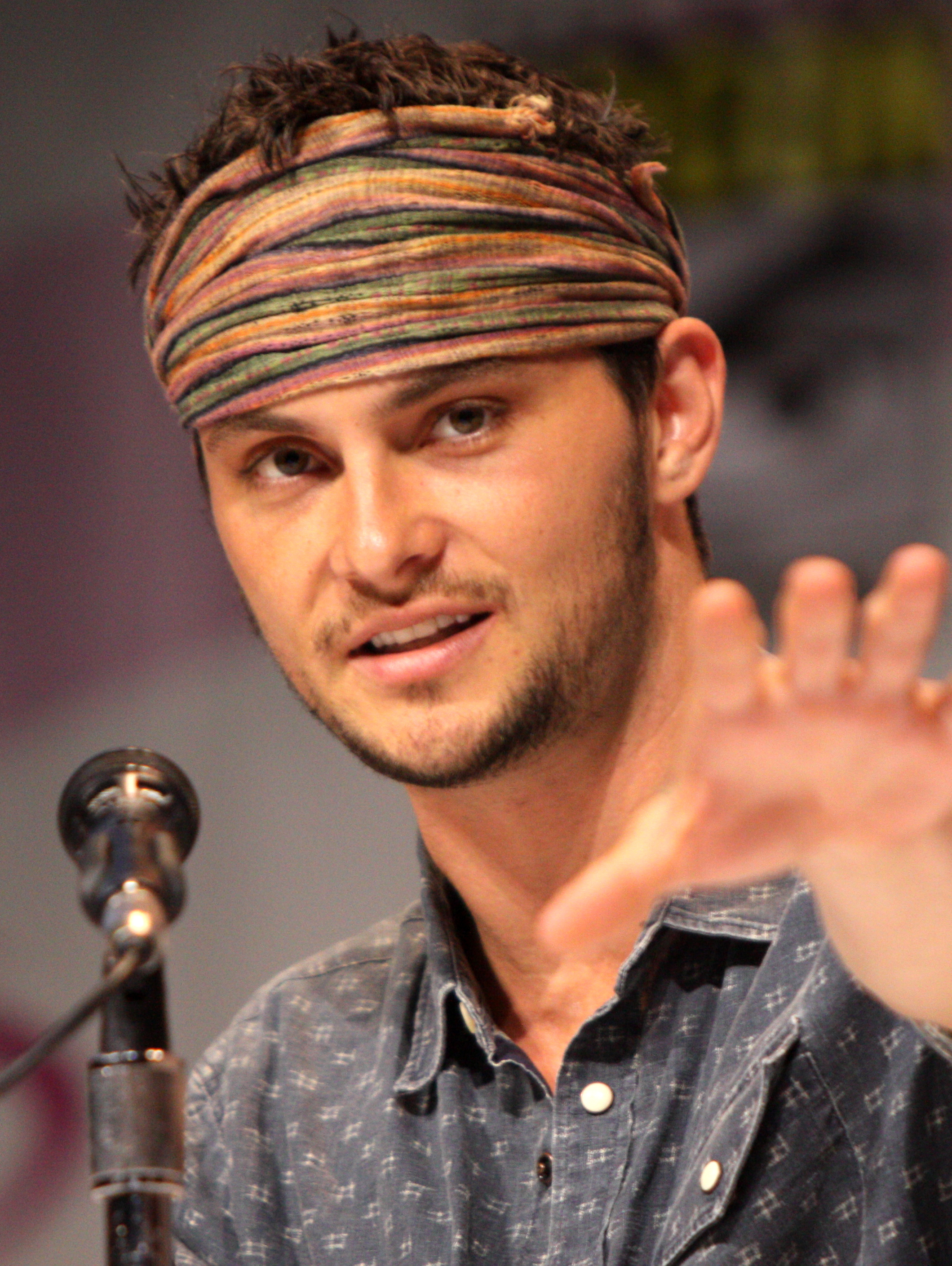
Ator Shiloh Fernandez interpretou o interesse amoroso de Gomez em "The Heart Wants What It Wants".

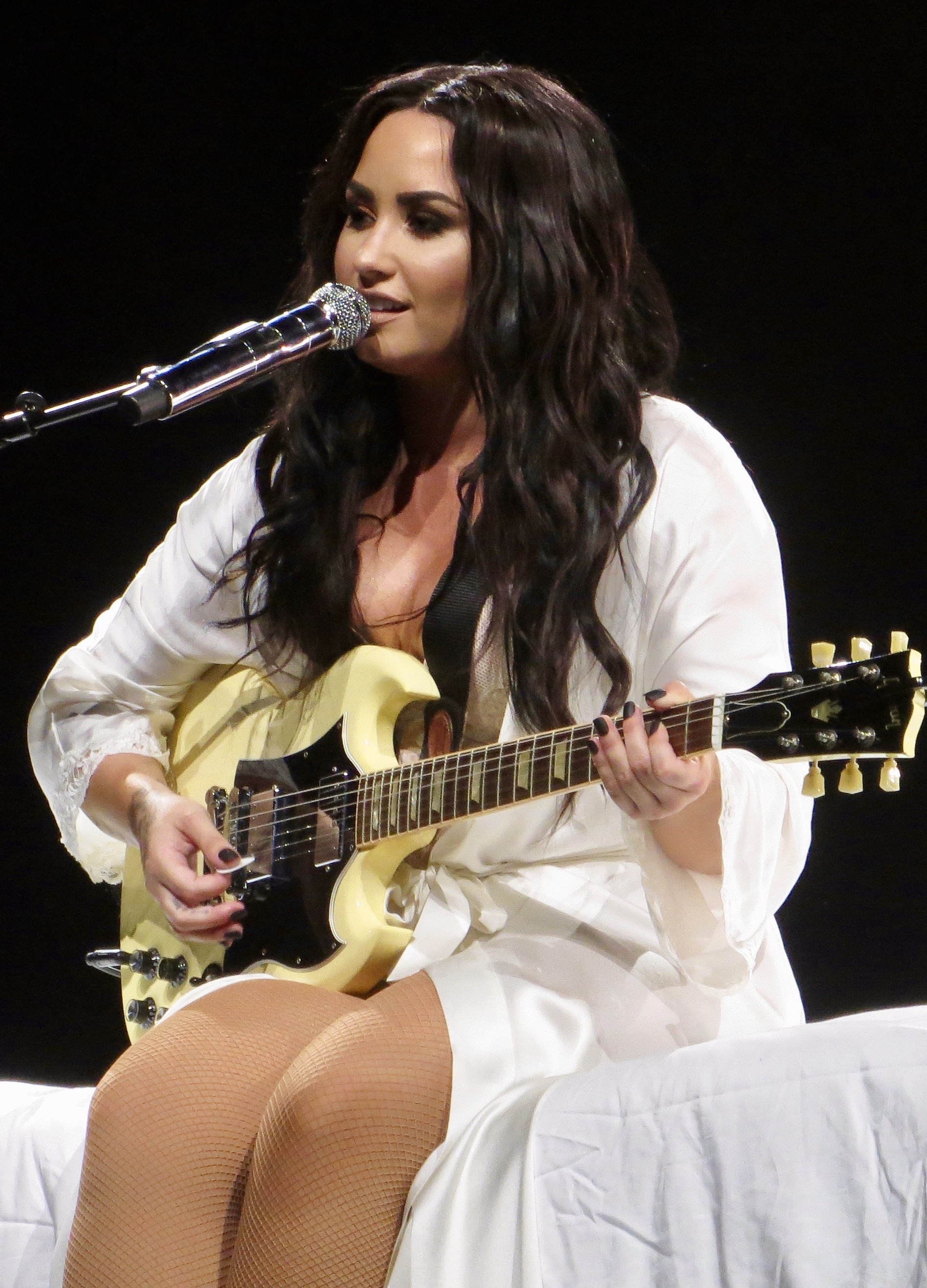
Gomez colaborou com Demi Lovato (foto) em várias músicas no início de suas carreiras.

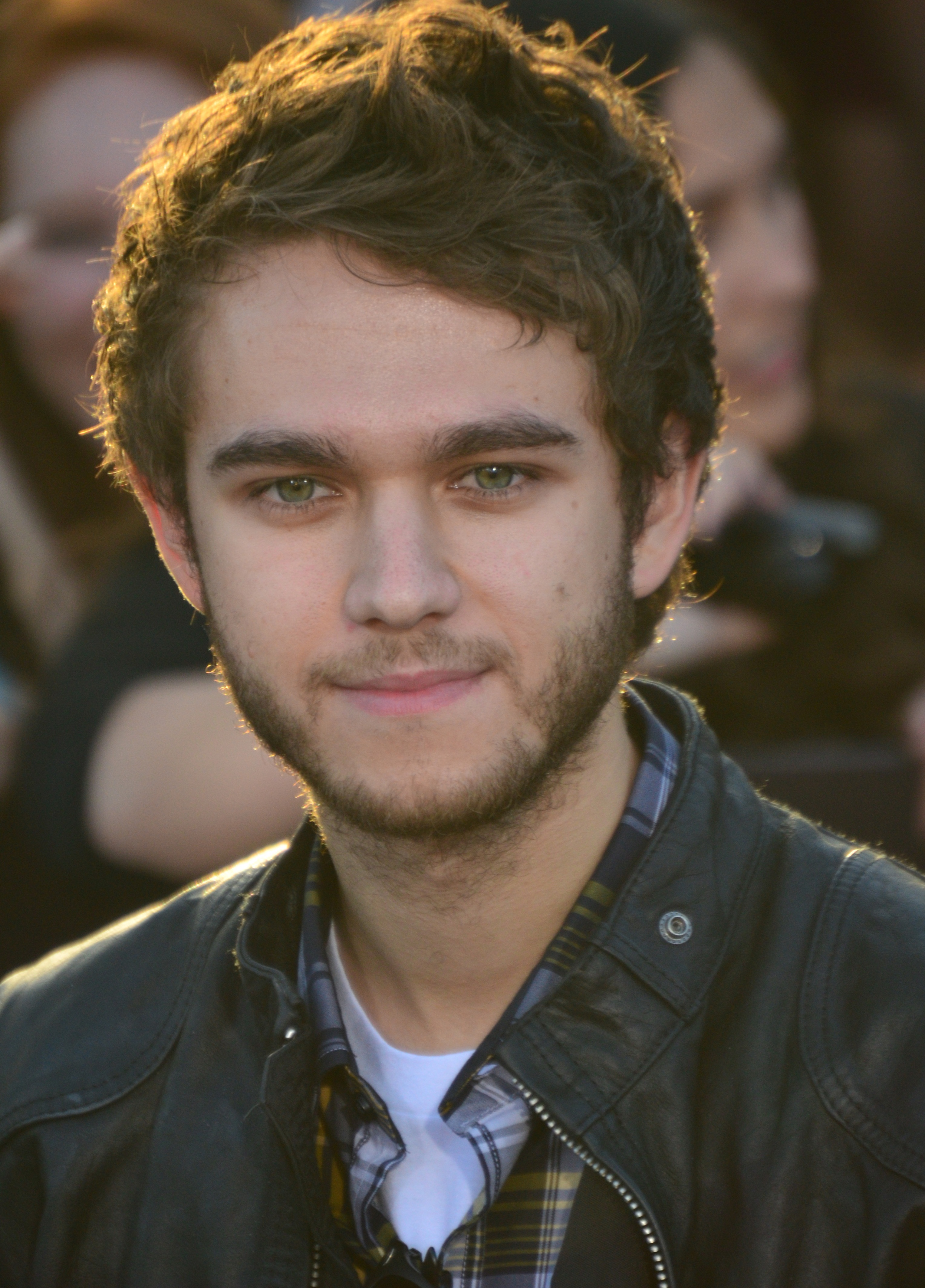
Zedd colaborou com Gomez em "I Want You to Know".

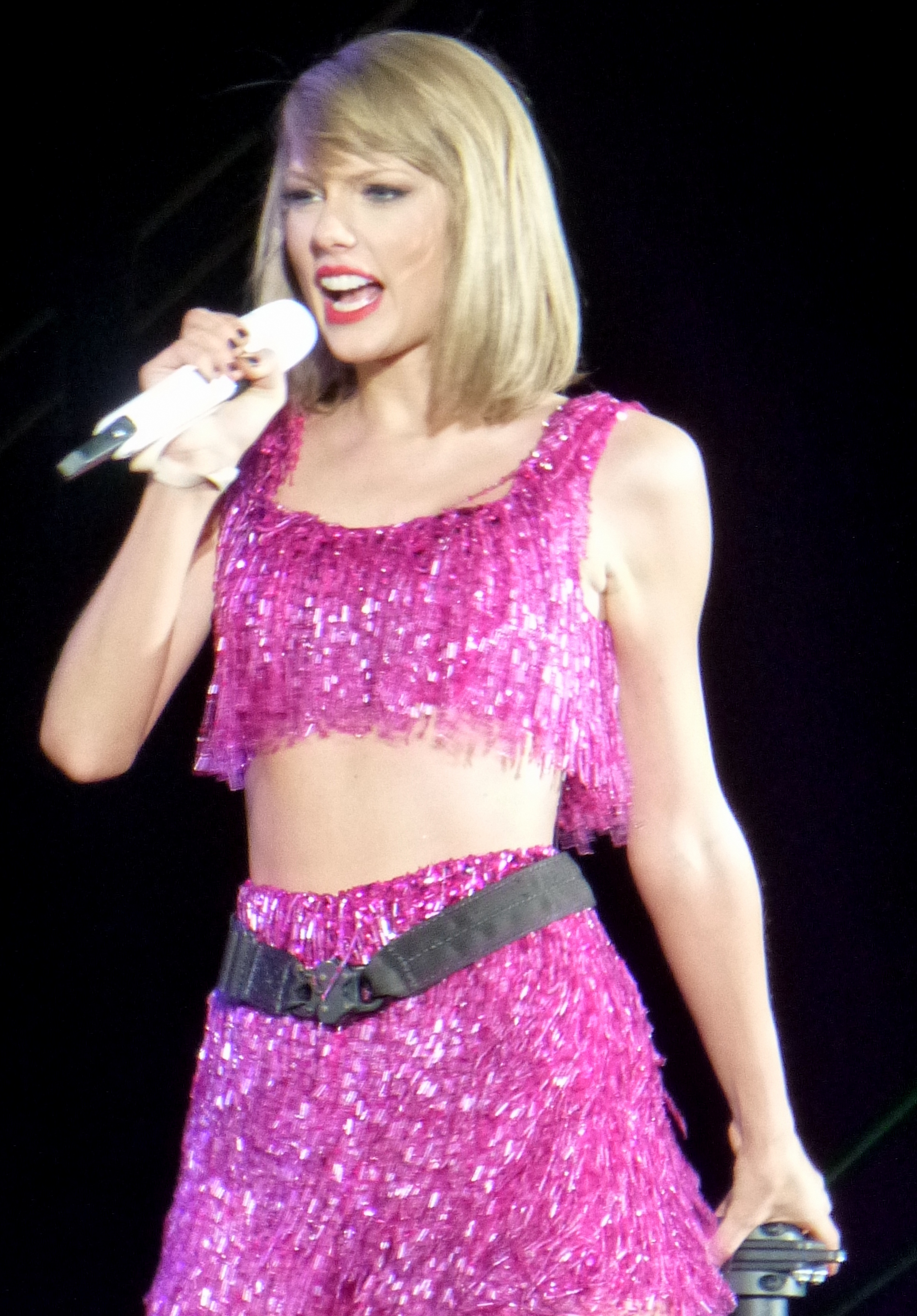
Gomez apareceu no videoclipe de "Bad Blood" de Taylor Swift.

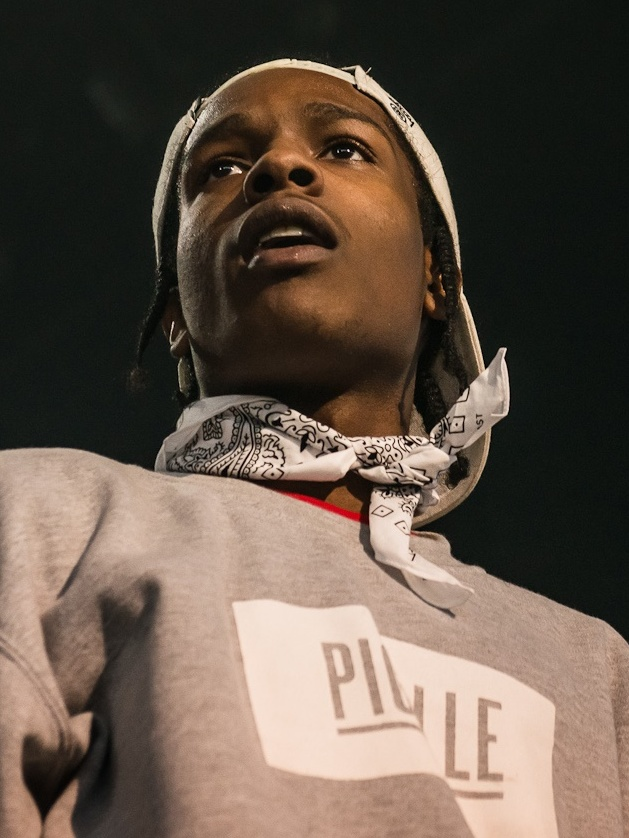
Gomez colaborou com o rapper ASAP Rocky (foto) em "Good For You".

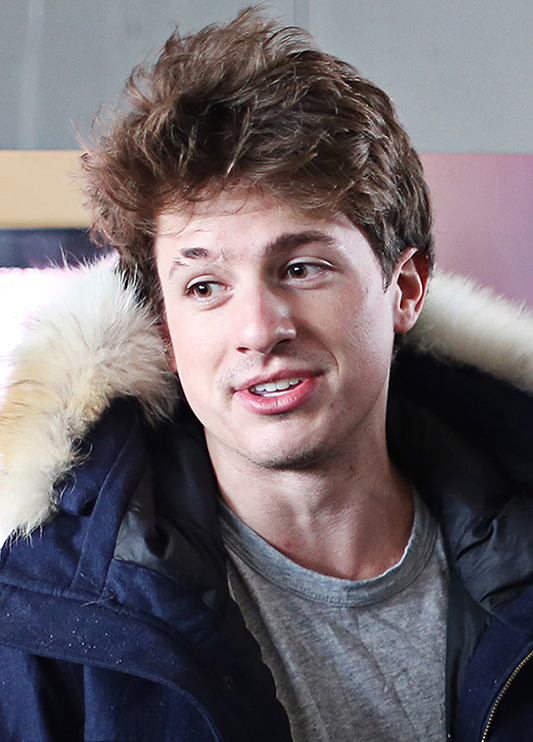
Charlie Puth colaborou com Gomez em "We Don't Talk Anymore".

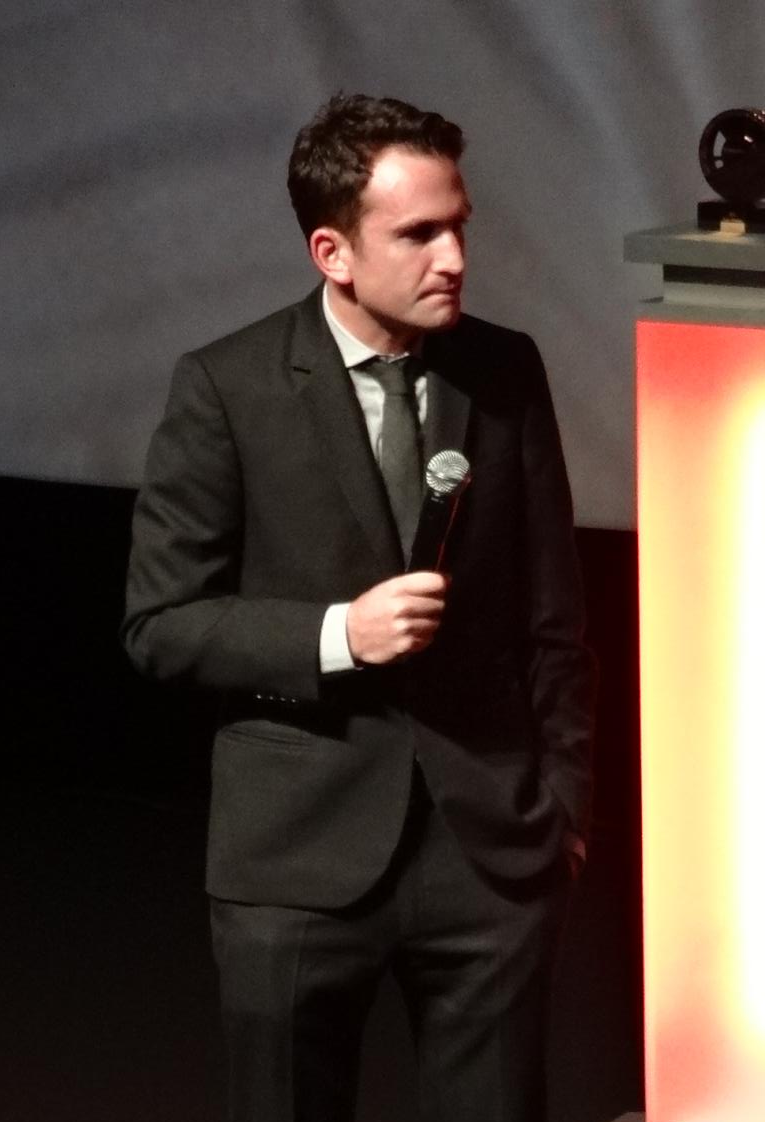
Jake Schreier dirigiu dois videoclipes de Gomez.

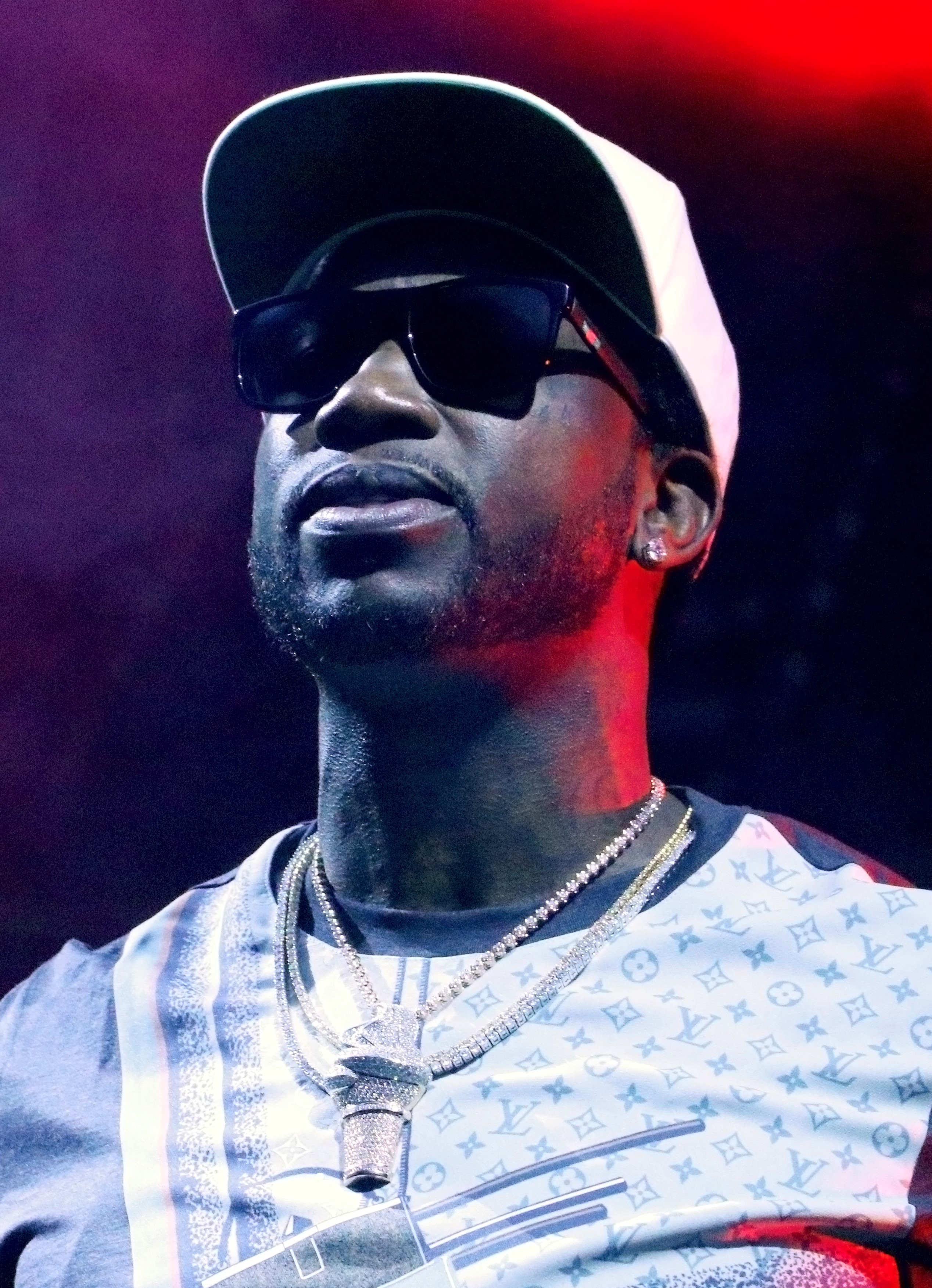
Gomez colaborou com Gucci Mane (foto) em "Fetish".

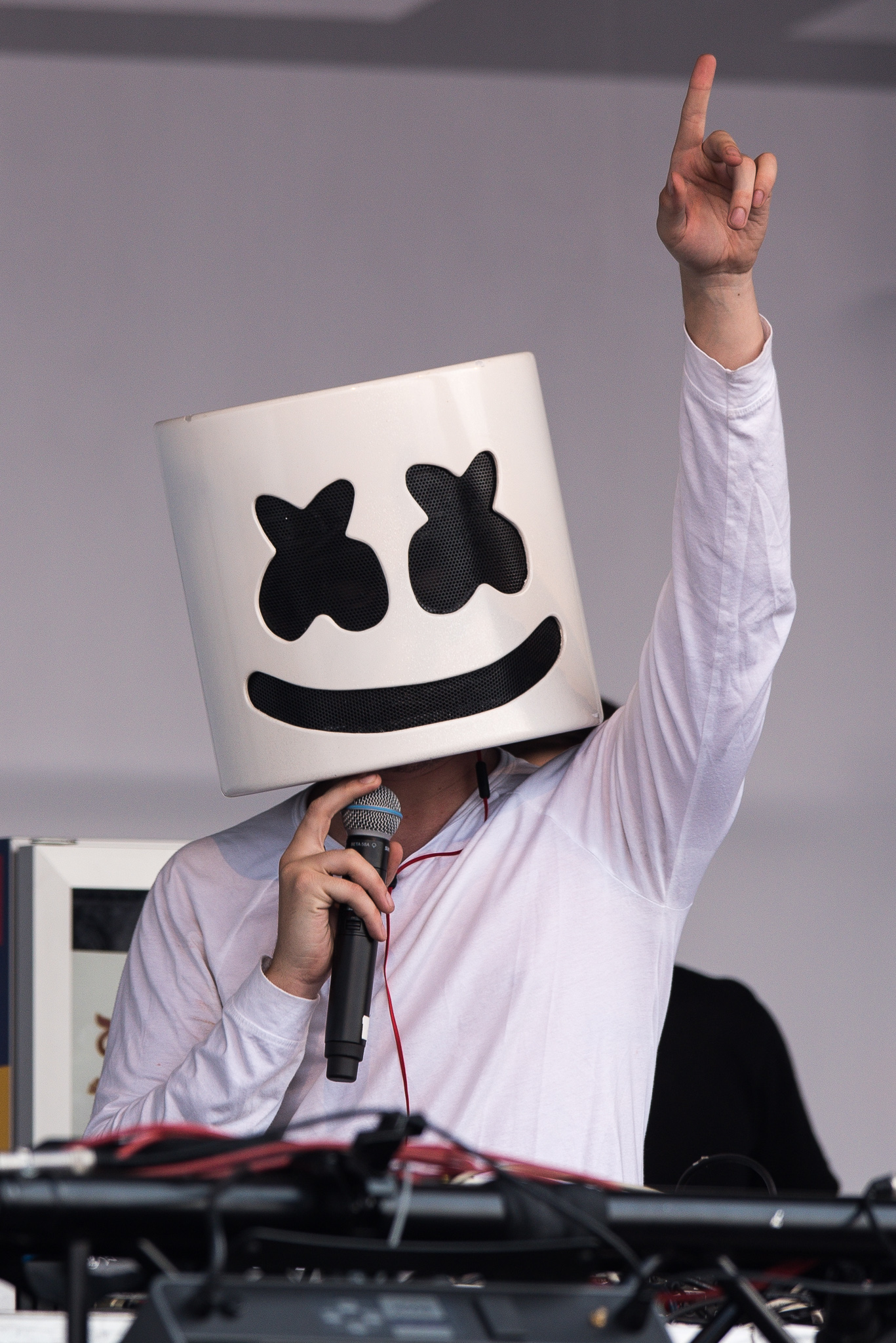
Marshmello colaborou com Gomez em "Wolves".

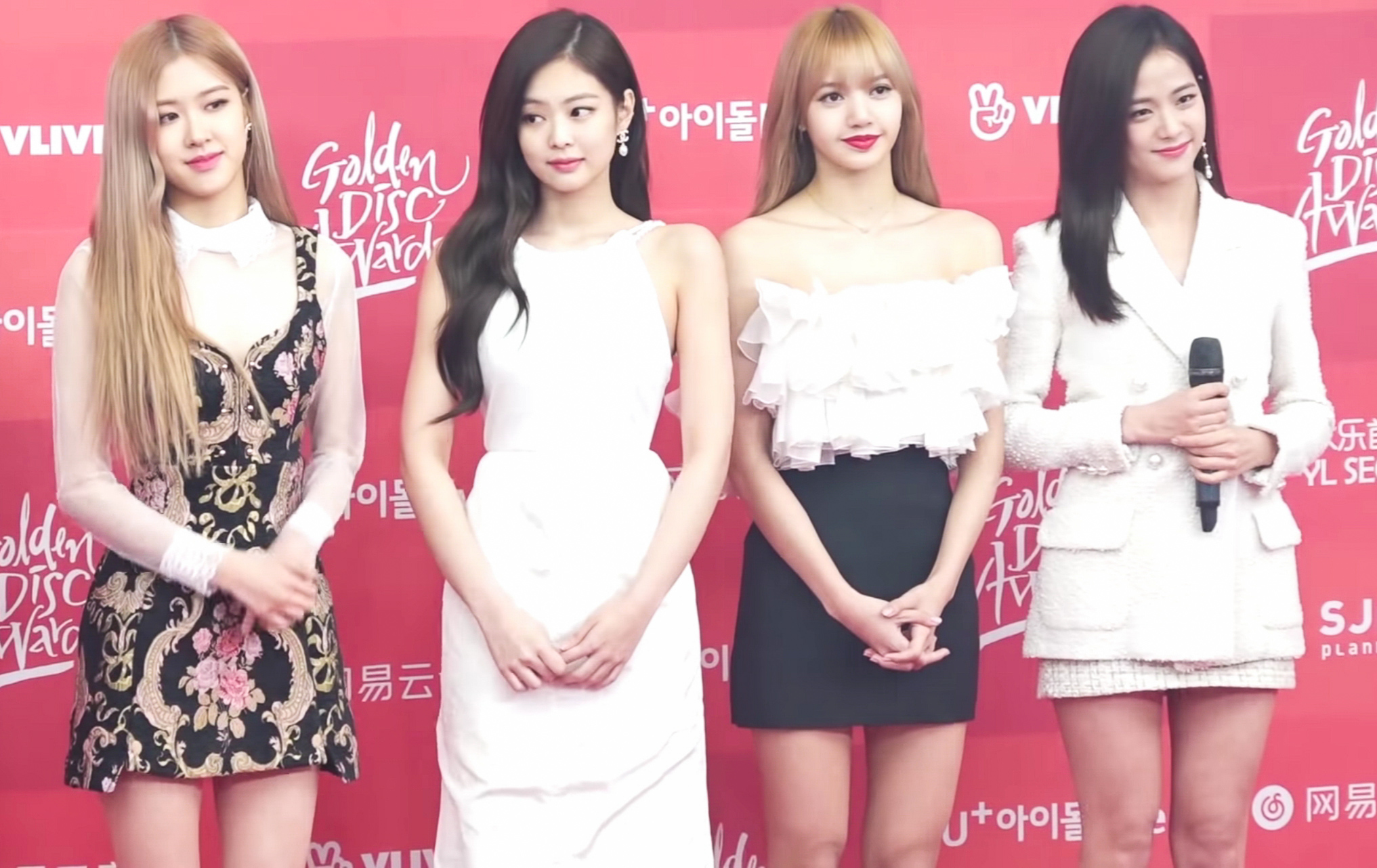
Blackpink colaborou com Gomez em "Ice Cream".

| Título                                        | Ano  | Outros artista(s) creditado(s)         | Diretor(es)                     | Descrição | Ref.                 |
| --------------------------------------------- | ---- | -------------------------------------- | ------------------------------- | --- | -------------------- |
| "Cruella de Vil"                              | 2008 | Nenhum                                 | Desconhecido                    | O vídeo apresentava modelos de modelagem de Gomez, intercalados com clipes do filme de animação de 1961, 101 Dálmatas. Destaque no lançamento do filme em 2008 em DVD. | [ 7 ] [ 8 ]          |
| "Tell Me Something I Don't Know"              | 2008 | Nenhum                                 | Elliott Lester                  | Gomez é forçada a usar uma uniforme da empregada, varrer o chão e receber ordens de uma velha e malvada senhora. | [ 9 ] [ 10 ]         |
| "Fly to Your Heart"                           | 2008 | Nenhum                                 | Desconhecido                    | O vídeo mostrava Gomez cantando em um jardim cheio de flores. O vídeo também é composto de vários clipes do filme Tinker Bell (2008). | [ 11 ] [ 12 ]        |
| "New Classic"                                 | 2009 | Drew Seeley                            | Desconhecido                    | O vídeo mostra Seeley andando por uma cidade tentando encontrar uma garota (Gomez), enquanto o mundo ao seu redor mostra cenas do filme de Gomez e Seeley dançando juntos. | [ 13 ]               |
| "One and the Same"                            | 2009 | Demi Lovato                            | Brandon Dickerson               | O vídeo mostra Gomez e Lovato se divertindo no palco. Também é composto por vários clipes do filme Programa de Proteção para Princesas (2009). | [ 14 ] [ 15 ]        |
| "Magic"                                       | 2009 | Nenhum                                 | Roman Perez                     | O videoclipe tem Gomez cantando em um microfone com fundo brilhante e extravagante, além de incluir clipes do filme Os Feiticeiros de Waverly Place: O Filme (2009). | [ 16 ] [ 17 ]        |
| "Send It On"                                  | 2009 | Miley Cyrus Demi Lovato Jonas Brothers | F. Michael Blum                 | O videoclipe tem todos os quatro atos cantando em microfones em cima de um palco bem iluminado e correndo por um parque onde muitas crianças os seguem. | [ 18 ]               |
| "Falling Down"                                | 2009 | The Scene                              | Chris Dooley                    | O vídeo mostrava Gomez e sua banda tocando a música em um palco redondo e preto, e apresenta várias fotos de Gomez em uma sessão de fotos e cantando a música sem a banda. | [ 19 ] [ 20 ]        |
| "Naturally"                                   | 2009 | The Scene                              | Chris Dooley                    | O vídeo mostra Gomez com roupas diferentes e aparecendo em cenários preto, vermelho e rosa com a banda tocando a música. | [ 21 ] [ 22 ]        |
| "Round & Round"                               | 2010 | The Scene                              | Philip Andelman                 | Junto com cantando em um palco com the Scene, o vídeo mostra Gomez atuando como agente secreta e vestindo roupas de espiã, enquanto tira fotos, passa pacotes e outros deveres. | [ 23 ]               |
| "A Year Without Rain"                         | 2010 | The Scene                              | Chris Dooley                    | O videoclipe foi gravado no local em Lucerne Valley, Califórnia. Apresenta Gomez andando no deserto, cercada por um enxame de fotografias dela e de seu interesse amoroso, antes de se encontrarem durante uma tempestade.                                                                 | [ 24 ] [ 25 ]        |
| "Un Año Sin Lluvia"                           | 2010 | The Scene                              | Chris Dooley                    | É a versão em espanhol de "A Year Without Rain". | [ 26 ]               |
| "Who Says"                                    | 2011 | The Scene                              | Chris Applebaum                 | Gomez é visto andando na cidade, tirando maquiagem e se apresentando com a banda na praia. | [ 27 ] [ 28 ]        |
| "Love You Like a Love Song"                   | 2011 | The Scene                              | Geremy Jasper, Georgie Greville | O vídeo mostra Gomez tocando a música em um bar de karaokê japonês, enquanto cenas da banda tocando em configurações diferentes são intercaladas pelo vídeo. O vídeo foi indicado ao prêmio de Melhor Vídeo Feminino no MTV Video Music Awards de 2012.                                    | [ 29 ] [ 30 ]        |
| "Hit the Lights" (Version 1)                  | 2011 | The Scene                              | Philip Andelman                 | Gomez explora campos de milho vazios com suas amigas, dança com lanternas e se diverte em uma sala cheia de balões rosa. | [ 31 ] [ 32 ]        |
| "Hit the Lights" (Version 2)                  | 2012 | The Scene                              | Philip Andelman                 | A segunda versão do videoclipe ainda apresentava algumas cenas da anterior. Mais cenas de boates foram adicionadas. | [ 33 ]               |
| "Come & Get It"                               | 2013 | Nenhum                                 | Anthony Mandler                 | O vídeo apresenta um tema recorrente dos elementos clássicos: ar, terra, fogo e água. Gomez aparece dançando na frente de um incêndio e seduzindo um homem. O vídeo ganhou o prêmio de Melhor Vídeo Pop no MTV Video Music Awards de 2013.                                                 | [ 34 ] [ 35 ] [ 36 ] |
| "Slow Down"                                   | 2013 | Nenhum                                 | Philip Andelman                 | O vídeo foi filmado em Paris, França. Apresenta Gomez cantando junto à pista dentro de um carro, festejando em uma boate e andando pelas ruas da cidade. | [ 37 ]               |
| "Birthday"                                    | 2013 | Nenhum                                 | Ben Renschen                    | O videoclipe da música foi lançado no 21º aniversário de Gomez. Apresenta Gomez e seus amigos festejando e cantando a música em diferentes locais, incluindo uma boate subterrânea e uma sala escura.                                                                                      | [ 38 ] [ 39 ]        |
| "Hold On"                                     | 2014 | Ben Kweller                            | William H. Macy                 | O vídeo mostra Gomez e Kweller cantando juntos na sala de estar. O vídeo também é composto de vários clipes do filme Rudderless (2014). | [ 40 ]               |
| "The Heart Wants What It Wants"               | 2014 | Nenhum                                 | Dawn Shadforth                  | O videoclipe preto e branco mostra uma relação tumultuada. O vídeo mostra algumas fotos de Gomez chorando. | [ 41 ] [ 42 ]        |
| "I Want You to Know"                          | 2015 | Zedd                                   | Brent Bonacorso                 | O vídeo mostra Gomez indo a um clube de festa e dançando. Zedd faz algumas aparições assistindo Gomez dançar. | [ 43 ] [ 44 ]        |
| "Good for You"                                | 2015 | Nenhum                                 | Sophie Muller                   | Destacado por suas imagens provocantes, o vídeo segue uma premissa discreta, com Gomez chafurdando em várias vinhetas vestindo uma série de roupas casuais. | [ 45 ] [ 46 ]        |
| "Good for You" (Explicit version)             | 2015 | ASAP Rocky                             | Sophie Muller                   | A versão explícita retém as cenas de Gomez do vídeo original com a adição de Rocky cantando seu verso com visuais mais dinâmicos; incluindo imagens de cenas da natureza, um carro explodindo, luzes estroboscópicas e máquinas de fumaça.                                                 | [ 47 ] [ 48 ]        |
| "Same Old Love"                               | 2015 | Nenhum                                 | Michael Haussman                | O vídeo foi filmado no Broadway Theatre District de Los Angeles. Gomez dirige por Los Angeles e testemunha várias vinhetas públicas: incluindo uma mãe angustiada e seu filho, um homem enfurecido que desabafa sua raiva e um casal se beijando.                                          | [ 49 ] [ 50 ]        |
| "Hands to Myself" (Victoria's Secret version) | 2015 | Nenhum                                 | Desconhecido                    | Victoria's Secret Angels lançaram um vídeo promocional no qual elas, e Gomez, dublam "Hands to Myself". | [ 51 ]               |
| "Hands to Myself"                             | 2016 | Nenhum                                 | Alek Keshishian                 | O vídeo mostra um filme de Gomez vestido de lingerie e perseguindo um ator de Hollywood. | [ 52 ]               |
| "Kill Em with Kindness"                       | 2016 | Nenhum                                 | Emil Nava                       | O vídeo preto e branco mostra Gomez cantando durante uma sessão de fotos. | [ 53 ]               |
| "We Don't Talk Anymore"                       | 2016 | Charlie Puth                           | Phil Pinto                      | O vídeo segue, em uma tela dividida, um menino e uma menina tentando continuar com suas vidas depois de terminarem. Gomez não aparece no videoclipe. Possui mais de 1,9 bilhão de visualizações no YouTube e é o 28º vídeo mais visto do site.                                             | [ 54 ] [ 55 ]        |
| "Trust Nobody"                                | 2016 | Cashmere Cat, Tory Lanez               | Jake Schreier                   | Gomez não aparece no videoclipe. O vídeo mostra um dançarino que cai cegamente de uma plataforma para outra enquanto é pego por outros dançarinos. | [ 56 ] [ 57 ]        |
| "It Ain't Me"                                 | 2017 | Kygo                                   | Philip R. Lopez                 | Gomez não aparece no videoclipe, mas seus vocais ainda são ouvidos. O vídeo gira em torno de um casal envolvido em um acidente de moto. Ele descreve o estado inconsciente do namorado, com a namorada dançando e cantando ao lado da cama no hospital.                                    | [ 55 ] [ 58 ]        |
| "Bad Liar" (Vertical version)                 | 2017 | Nenhum                                 | Petra Collins                   | O vídeo mostra Gomez usando uma pulseira de risco. Ela é mostrada se contorcendo em uma cama com uma camisa de noite rosa com uma fita branca amarrando suas mãos. Foi o primeiro vídeo a estrear como exclusivo do Spotify.                                                               | [ 60 ]               |
| "Bad Liar"                                    | 2017 | Nenhum                                 | Jesse Peretz                    | O videoclipe é ambientado em 1978 e segue Gomez retratando uma estudante tímida do ensino médio, uma treinadora de ginástica com uma touca inspirada em Farrah Fawcett, um professor do sexo masculino e uma mãe, incluindo todos os quais estão interconectados de maneiras inesperadas." | [ 62 ] [ 63 ]        |
| "Fetish"                                      | 2017 | Gucci Mane                             | Petra Collins                   | Gomez participa de uma série de atividades estranhas, como comer sabão, passar batom nos dentes ou inserir a língua através de um modelador de cílios. | [ 64 ] [ 65 ]        |
| "Wolves" (Vertical version)                   | 2017 | Marshmello                             | Harry McNally                   | O vídeo é filmado em um formato vertical e é uma Chamada do FaceTime entre Gomez e Marshmello. | [ 66 ]               |
| "Wolves"                                      | 2017 | Marshmello                             | Colin Tilley                    | O vídeo mostra Gomez vestindo roupas diferentes em várias partes de uma piscina coberta. | [ 67 ]               |
| "Back to You" (Vertical version)              | 2018 | Scott Cudmore                          | Nenhum                          | O vídeo é filmado em formato vertical e serve como uma prévia exclusiva dos bastidores do vídeo oficial lançado mais tarde. Foi lançado exclusivamente no Spotify. | [ 68 ]               |
| "Back to You"                                 | 2018 | Scott Cudmore                          | Nenhum                          | As imagens do videoclipe são inspiradas no filme de 1965 de French New Wave, Pierrot le Fou. O videoclipe começa em uma festa com Gomez trancando os olhos com um homem muito bem vestido, e eles roubam um conversível e acabam brincando em um pasto bucólico.                           | [ 71 ]               |
| "Taki Taki"                                   | 2018 | DJ Snake, Ozuna, Cardi B               | Colin Tilley                    | O vídeo é ambientado em um mundo pós-apocalíptico. O clipe transita com várias paisagens, mostrando o quarteto junto com um vulcão ao fundo e em cenas solo. O vídeo se tornou um dos dez vídeos mais rápidos a atingir 100 milhões de visualizações no YouTube.                           | [ 73 ] [ 74 ]        |
| "Taki Taki" (Pixel version)                   | 2018 | DJ Snake, Ozuna, Cardi B               | Desconhecidido                  | O vídeo mostra DJ Snake, Selena Gomez, Cardi B e Ozuna como emojis pixelizados. | [ 75 ]               |
| "I Can't Get Enough"                          | 2019 | Benny Blanco, Tainy, J Balvin          | Jake Schreier                   | O vídeo de uma cena mostra Benny Blanco, Tainy, Selena Gomez e J Balvin cantando e dançando em uma cama enorme. | [ 76 ] [ 77 ]        |
| "Lose You to Love Me"                         | 2019 | Nenhum                                 | Sophie Muller                   | O vídeo em preto e branco, que foi filmado inteiramente usando um iPhone 11 Pro, mostra Gomez cantando em um confessionário. | [ 78 ]               |
| "Look at Her Now"                             | 2019 | Nenhum                                 | Sophie Muller                   | O vídeo colorido mostra Selena Gomez e dançarinas de fundo, dançando em várias cenas, incluindo uma tenda colorida. Também foi filmada usando o iPhone 11 Pro. | [ 79 ]               |
| "Rare"                                        | 2020 | Nenhum                                 | BRTHR                           | |                      |
| "Lose You to Love Me" (Alternative Video)     | 2020 | Nenhum                                 | Sophie Muller                   | O vídeo em preto e branco, que foi filmado inteiramente usando um iPhone 11 Pro, mostra Gomez. Cantando ao piano. |                      |
| "Look at Her Now" (Alternative Video)         | 2020 | Nenhum                                 | Sophie Muller                   | |                      |
| "Dance Again" (Performance Video)             | 2020 | Nenhum                                 | Craig Murray                    | |                      |
| "Boyfriend"                                   | 2020 | Nenhum                                 | Matty Peacock                   | |                      |
| "Boyfriend" (Doll version)                    | 2020 | Nenhum                                 | Desconhecido                    | "Selena Gomez Boneca" | [ 80 ]               |
| "Past Life" (Lyric Video)                     | 2020 | Trevor Daniel                          | Desconhecido                    | |                      |
| "Past Life"                                   | 2020 | Trevor Daniel                          | Vania Heymann, Gal Muggia       | |                      |
| "Ice Cream"                                   | 2020 | Blackpink                              |                                 | |                      |

### Participações especias
| Título                               | Ano  | Outros artista(s) creditado(s) | Diretor(es)                 | Descrição | Ref.          |
| ------------------------------------ | ---- | ------------------------------ | --------------------------- | --- | ------------- |
| "We Rock" (Versão ao redor do mundo) | 2008 | Elenco de Camp Rock            | —                           | |               |
| "Burnin' Up"                         | 2008 | Jonas Brothers                 | Brendan Malloy, Tim Wheeler | Os Jonas Brothers leram sobre um possível roteiro de vídeo e imaginam como o vídeo seria exibido, no qual são retratados como estrelas de ação. | [ 81 ] [ 82 ] |
| "Everybody Knows (Douchebag)"        | 2013 | Dustin Tavella                 | Desconhecido                | O videoclipe acontece em um restaurante e apresenta um casal em que o namorado não valoriza a namorada desde que ele a trai. Apresenta Danny Trejo, Marielle Jaffe, Francia Raisa, Charity Baroni, Fingazz, Baby Bash, Samantha Droke, Kimberley Crossman e Selena Gomez                                                                          | [ 83 ]        |
| "City of Angels"                     | 2013 | Thirty Seconds to Mars         | Jared Leto                  | O vídeo apresenta várias personalidades juntando os três membros do Thirty Seconds to Mars em suas visões sobre Los Angeles. | [ 84 ]        |
| "Bad Blood"                          | 2015 | Taylor Swift, Kendrick Lamar   | Joseph Kahn                 | Quando Taylor Swift é traída por sua parceira, ela se prepara para se vingar com a ajuda de seus amigos. Possui mais de 1,2 bilhão de visualizações no YouTube. O vídeo recebeu oito indicações no MTV Video Music Awards de 2015, vencendo o prêmio de Video do Ano e Melhor Colaboração. Também ganhou o prêmio Grammy de Melhor Vídeo Musical. | [ 88 ]        |

## Filmografia

### Filmes
| Título                                   | Ano  | Papel                                       | Notas |
| ---------------------------------------- | ---- | ------------------------------------------- | ----- |
| Pequenos Espiões 3: Game Over            | 2003 | Garota do parque aquático                   |       |
| Horton e o Mundo dos Quem                | 2008 | Helga (voz)                                 |       |
| Outro Conto da Nova Cinderela            | 2008 | Mary Santiago                               |       |
| Arthur e a Vingança de Maltazard         | 2009 | Princesa Selénia (voz)                      |       |
| Ramona & Beezus                          | 2010 | Beatrice "Beezus" Quimby                    |       |
| 'Arthur 3: A Guerra dos Dois Mundos      | 2010 | Princesa Selénia (voz)                      |       |
| Monte Carlo                              | 2011 | Grace Ann Bennett / Cordelia Winthrop-Scott |       |
| Os Muppets                               | 2011 | Ela mesma                                   |       |
| Spring Breakers: Garotas Perigosas       | 2012 | Faith                                       |       |
| Hotel Transylvania                       | 2012 | Mavis Dracula (voz)                         |       |
| Aftershock                               | 2012 | Garota VIP                                  |       |
| Resgate em Alta Velocidade               | 2013 | The Kid                                     |       |
| Girl Rising                              | 2013 | Narradora                                   |       |
| Força Para Viver                         | 2014 | Kate Ann Lucas                              |       |
| Tudo para Ficar com Ela                  | 2014 | Nina Pennington                             |       |
| Unity                                    | 2015 | Narradora                                   |       |
| Hotel Transylvania 2                     | 2015 | Mavis Drácula (Voz)                         |       |
| A Grande Aposta                          | 2015 | Ela mesma                                   |       |
| Amizades Improváveis                     | 2016 | Dot                                         |       |
| Vizinhos 2                               | 2016 | Presidente da Phi Lambda                    |       |
| Batalha Incerta                          | 2016 | Lisa London                                 |       |
| Puppy!                                   | 2017 | Mavis Drácula (Voz)                         | Curta |
| Hotel Transylvania 3: Férias Monstruosas | 2018 | Mavis Drácula (Voz)                         |       |
| Os Mortos Não Morrem                     | 2019 | Zoe                                         |       |
| Um Dia de Chuva Em Nova York             | 2019 | Chan Tyrell                                 |       |
| Dolittle                                 | 2020 | Betsy (Voz)                                 |       |
| Hotel Transylvania: Transformania        | 2022 | Mavis Dracula (voz)                         |       |
| Emilia Pérez                             | 2024 | Jessi Del Monte                             |       |

### Televisão
| Ano           | Título                                   | Papel                | Notas                                |
| ------------- | ---------------------------------------- | -------------------- | ------------------------------------ |
| 2002–2004     | Barney & Seus Amigos                     | Gianna               | 13 episódios                         |
| 2005          | Walker, Texas Ranger: Julgamento de Fogo | Julie                | Filme para televisão                 |
| 2006          | Zack & Cody: Gêmeos em Ação              | Gwen                 | Temporada 2, Episódio 21             |
| 2007          | Hannah Montana                           | Mikayla              | 2 episódios                          |
| 2007–2012     | Os Feiticeiros de Waverly Place          | Alex Russo           | Protagonista                         |
| 2008          | Jonas Brothers: Living the Dream         | Ela mesma            | Temporada 1 Episódio 7               |
| 2009          | Sunny entre Estrelas                     | Ela mesma            | Temporada 1, Episódio 13             |
| 2009          | Zack & Cody: Gêmeos a Bordo              | Alex Russo           | Temporada 1, Episódio 21             |
| 2009          | Programa de Proteção Para Princesas      | Carter Mason         | Filme para televisão                 |
| 2009          | Os Feiticeiros de Waverly Place: O Filme | Alex Russo           | Filme para televisão                 |
| 2011          | Sem Sentido                              | Ela mesma            | Episódio: "Selena Gomez & the Scene" |
| 2013          | Os Feiticeiros Retornam: Alex vs. Alex   | Alex Russo / Má Alex | Especial para televisão              |
| 2017          | 13 Reasons Why: Beyond the Reasons       | Ela mesma            | Documentário de televisão pós-show   |
| 2020-2022     | Selena + Chef                            | Ela mesma            |                                      |
| 2021-presente | Only Murders in the Building             | Mabel Mora           | Elenco principal                     |
| 2024          | Wizards Beyond Waverly Place             | Alex Russo           | Participação especial                |

### Web
| Título                         | Ano  | Papel     | Notas       |
| ------------------------------ | ---- | --------- | ----------- |
| Selena Gomez: Girl Meets World | 2010 | Ela mesma | 7 episódios |

### Produtora
| Título                                 | Ano       | Papel               | Notas |
| -------------------------------------- | --------- | ------------------- | ----- |
| Os Feiticeiros Retornam: Alex vs. Alex | 2013      | Produtora executiva |       |
| 13 Reasons Why                         | 2017–2020 | Produtora executiva |       |
| Living Undocumented                    | 2019      | Produtora executiva |       |
| Selena + Chef                          | 2020      | Produtora executiva |       |
| This is The Year                       | 2020      | Produtora executiva |       |
| The Broken Hearts Gallery              | 2020      | Produtora executiva |       |
| Only Murders in the Building           | 2021      | Produtora executiva |       |